# Бокотовка
Бокотовка — деревня в составе Заводскослободского сельсовета Могилёвского района Могилёвской области Республики Беларусь.

## Географическое положение
Ближайшие населённые пункты: Каменка, Орлянка, Коцни.